# Revista Muntanya
Muntanya és una revista trimestral editada des de l'any 1970 pel Centre Excursionista de Catalunya amb l'objectiu d'informar als excursionistes i viatgers sobre tots els aspectes referents al muntanyisme, la cultura excursionista o la natura.
Muntanya és la primera revista d'excursionisme en català. Conté articles d'itineraris de muntanya, fonamentalment de pirineisme i alpinisme, però també d'himalaisme i muntanyes d'arreu del món; cultura excursionista; treballs d'etnografia, geografia i ciències naturals; medi ambient i defensa de la natura; escalada, esquí, espeleologia, bicicleta de muntanya, etc.; articles d'opinió i entrevistes. Puntualment ha fet números monogràfics dedicats a una comarca, un massís o un tema concret relacionat amb l'excursionisme.
Provinent de l'esperit publicista que començà amb l'antic Butlletí del Centre Excursionista de Catalunya de 1891, el primer número de la revista Muntanya aparegué el 1970 sota la direcció de Josep Llaudó Majoral, amb el núm. 648, resultat de sumar els números del Butlletí i del primer Montaña (aquest en castellà). En aquest número es va publicar l'expedició científica a la Patagònia austral, a cura de Joan Créixams i Emili Civis, que intentaren l'escalada al Cerro Torre.
L'any 1976, la revista Muntanya fou portaveu dels actes commemoratius del centenari del Centre Excursionista de Catalunya, amb un número especial. En aquests anys també es comença a publicar a la revista la Geografia física dels Països Catalans, a cura d'Oriol Riba, Oriol de Bolòs, Josep M. Panareda, Josep Nuet i Martí Boada. El 1980 Muntanya inicia una nova etapa, amb un format més gran i amb més pàgines, sota la direcció de Josep Casanovas, on es poden llegir les inauguracions de dos refugis importants del Pirineu català: el nou xalet Ventosa i Calvell, a l'estany Negre de Boí, i el d'Amitges, a l'alta coma de Ratera. És també una etapa marcada per l'aparició de temes que configuren la història de l'excursionisme català, amb la ressenya d'expedicions als Andes i a l'Himàlaia, com ara les expedicions a l'Everest de Lluís Belvis (1982) i Conrad Blanch i Fors (1983 i 1985; en aquesta darrera assolirien el cim).
A partir de 1989 Muntanya pren un altre guiatge sota la direcció de Josep Nuet i Badia, que encarrilà i donà impuls a la revista fins al 2004, any en què prengué el relleu Ferran Alexandri. A partir del nº 857 (febrer 2005), Ferran Alexandri endegà una nova etapa en la qual, per primera vegada, la revista es publica íntegrament en color, amb un disseny molt treballat per a cada article, amb nous aspectes i continguts, que abracen totes les àrees dels esports de muntanya. L'any 2011 la revista torna a reinventar-se, amb un nou format (17 x 24,5 cm, com l'original de 1970), un augment de pàgines i amb un tractament renovat de tots els continguts.